# Semiothisa stenotrigonum
Semiothisa stenotrigonum är en fjärilsart som beskrevs av Eugen Wehrli 1932. Semiothisa stenotrigonum ingår i släktet Semiothisa och familjen mätare. Inga underarter finns listade i Catalogue of Life.